# Tutto il contrario Remixtape
Tutto il contrario Remixtape è il terzo mixtape del rapper italiano Fedez, pubblicato nel 2011 dalla Harsh Times, etichetta discografica indipendente fondata da DJ Harsh.

## Tracce
1. Tutto il contrario RMX (feat. Danti)
2. Penisola che non c'è RMX (feat. Nex Cassel)
3. Volevo fare il rapper RMX (feat. Mistaman)
4. Anthem Pt. 2 (feat. Ted Bee)
5. Ti porto con me
6. Andare via
7. Blasfemia pt. 2
8. Mollami (feat. Vincenzo da Via Anfossi & Caneda)
9. Bimbo speciale
10. Old Girl (feat. Maite)
11. Caro amico (feat. Dari MC, Ciliman e Sbend)
12. Vota sì per dire no
13. I'm So High (feat. Denny La Home)